# Octodontidae
Octodontidae là một họ động vật có vú trong bộ Gặm nhấm. Họ này được Waterhouse miêu tả năm 1839.

## Phân loại
Họ Octodontidae
- Aconaemys Ameghino, 1891.
  - Aconaemys fuscus (Waterhouse, 1842)
  - Aconaemys porteri Thomas, 1917.
  - Aconaemys sagei (Pearson, 1984)
- Octodon Bennett, 1832 (Degus).
  - Octodon bridgesi Waterhouse, 1844
  - Octodon degus (Molina, 1782) (Degu).
  - Octodon lunatus Osgood, 1943
  - Octodon pacificus Hutterer, 1994
- Octodontomys Palmer, 1903.
  - Octodontomys gliroides Gervais & D'Orbigny, 1844.
- Octomys Thomas, 1920.
  - Octomys mimax Thomas, 1920
- Pipanacoctomys Mares et al., 2000.
  - P. aureus Mares et al., 2000
- Salinoctomys Mares et al., 2000.
  - Salinoctomys loschalchalerosorum Mares et al., 2000
- Spalacopus Wagler, 1832.
  - Spalacopus cyanus (Molina, 1782)
- Tympanoctomys Yepes, 1942.
  - Tympanoctomys barrerae (Lawrence, 1941)

## Hình ảnh

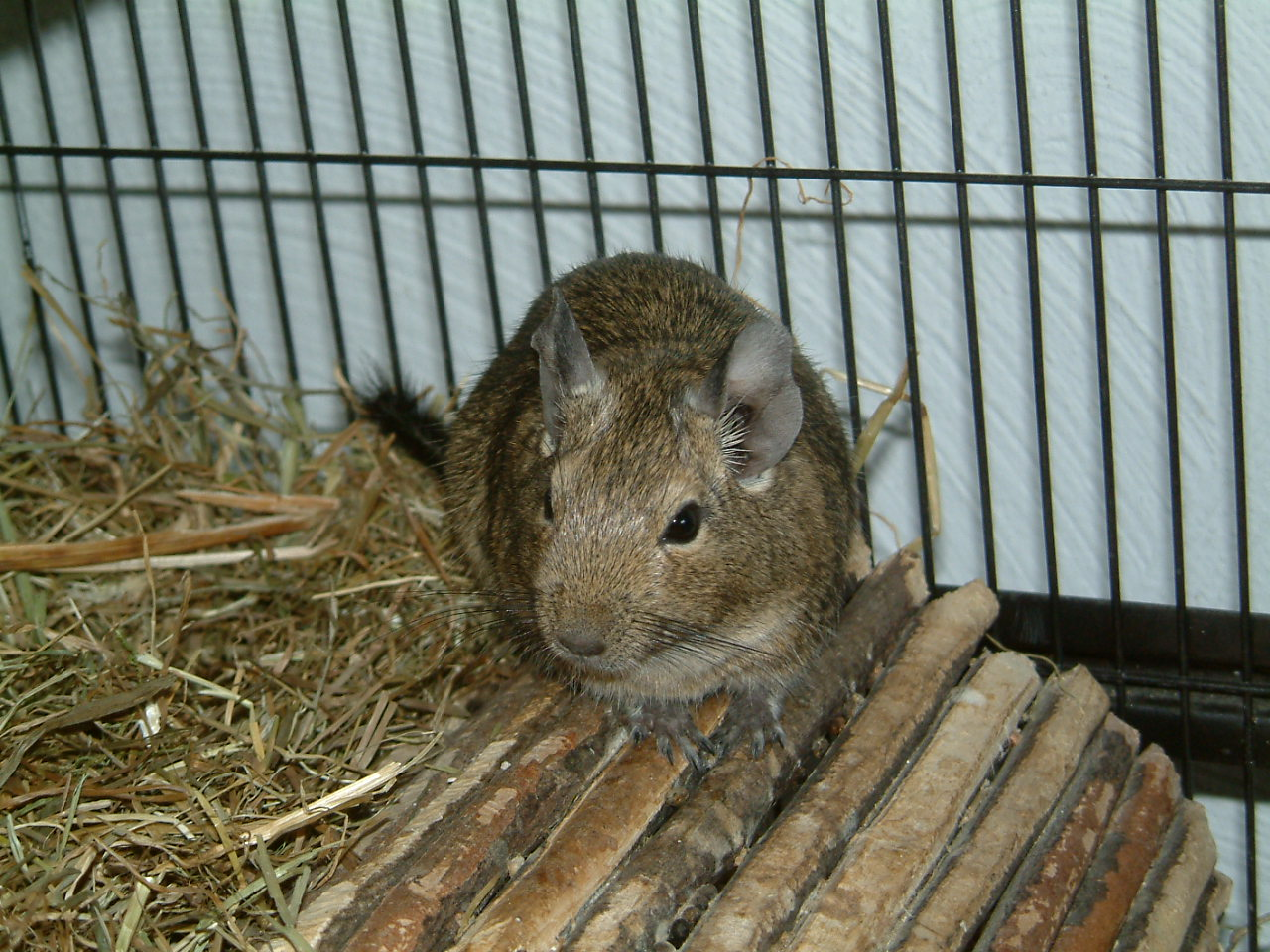
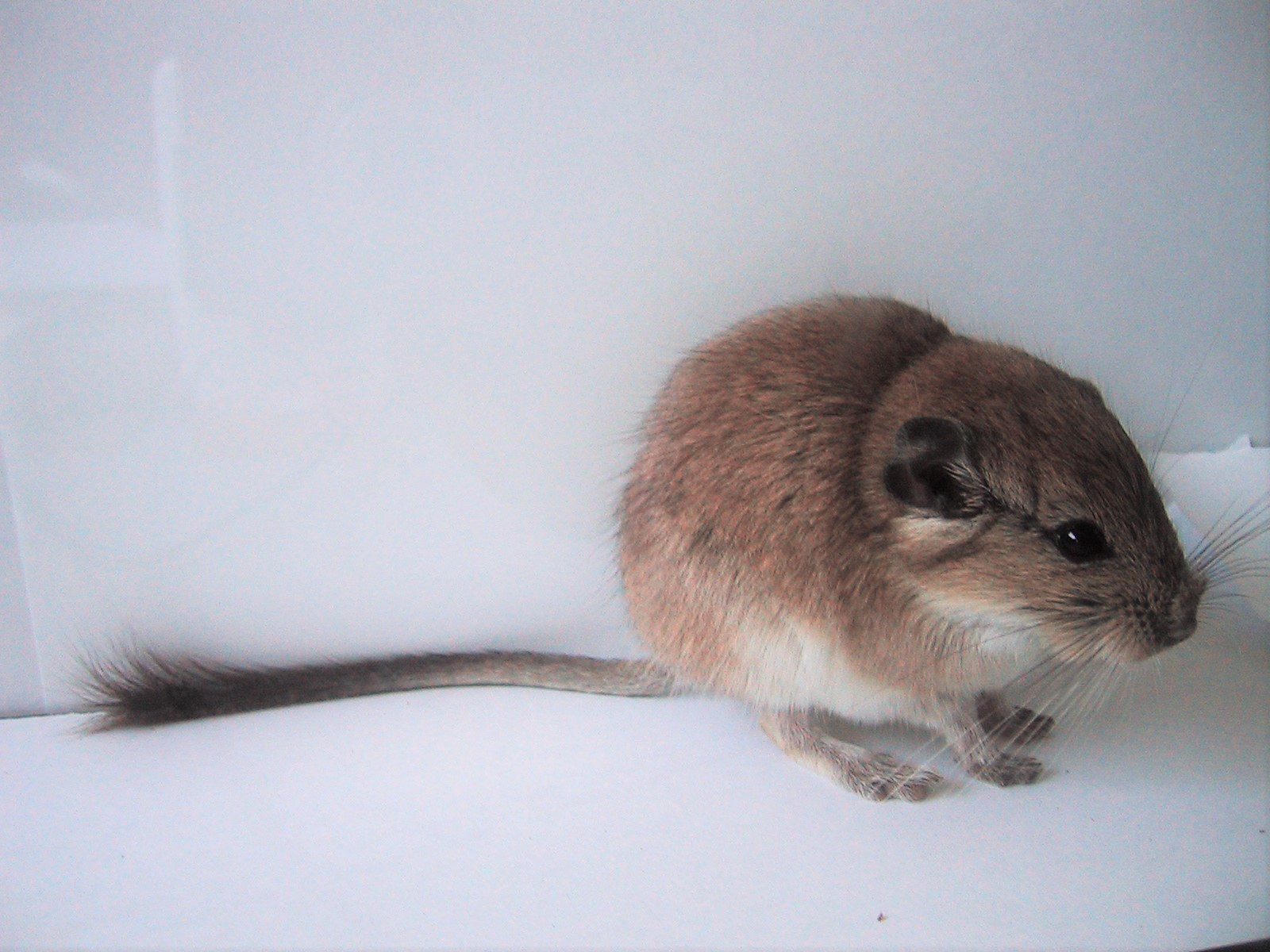
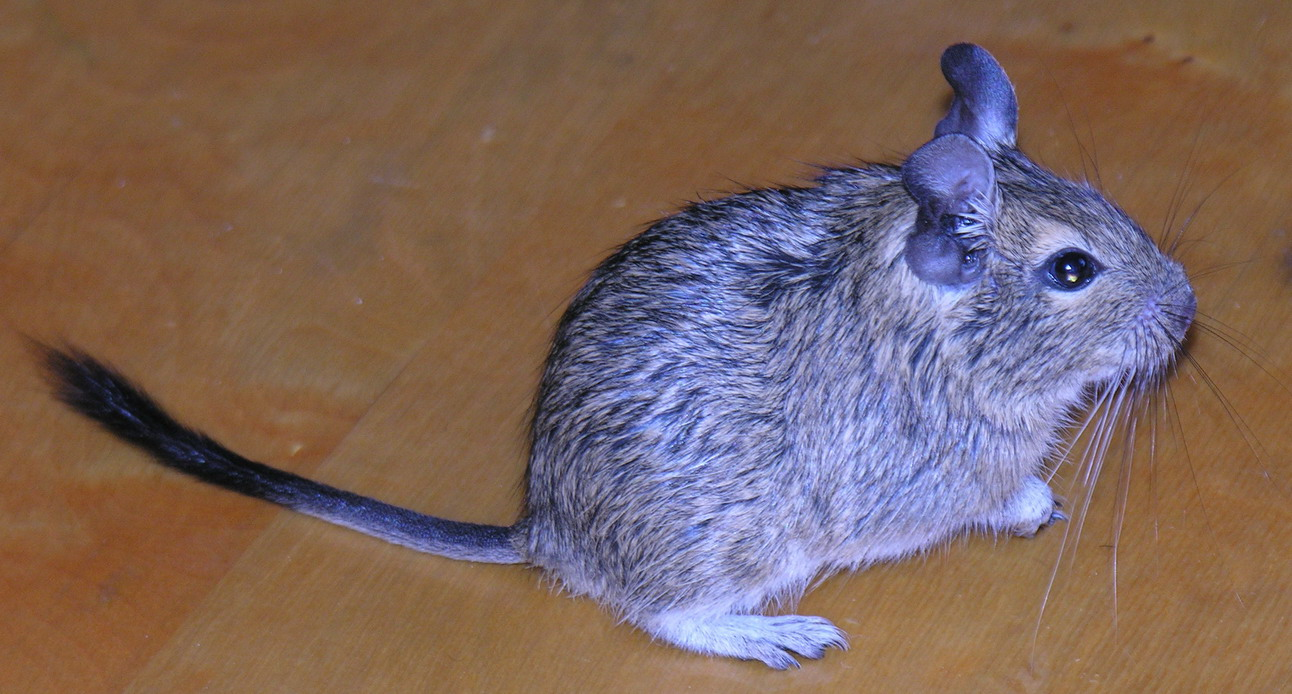
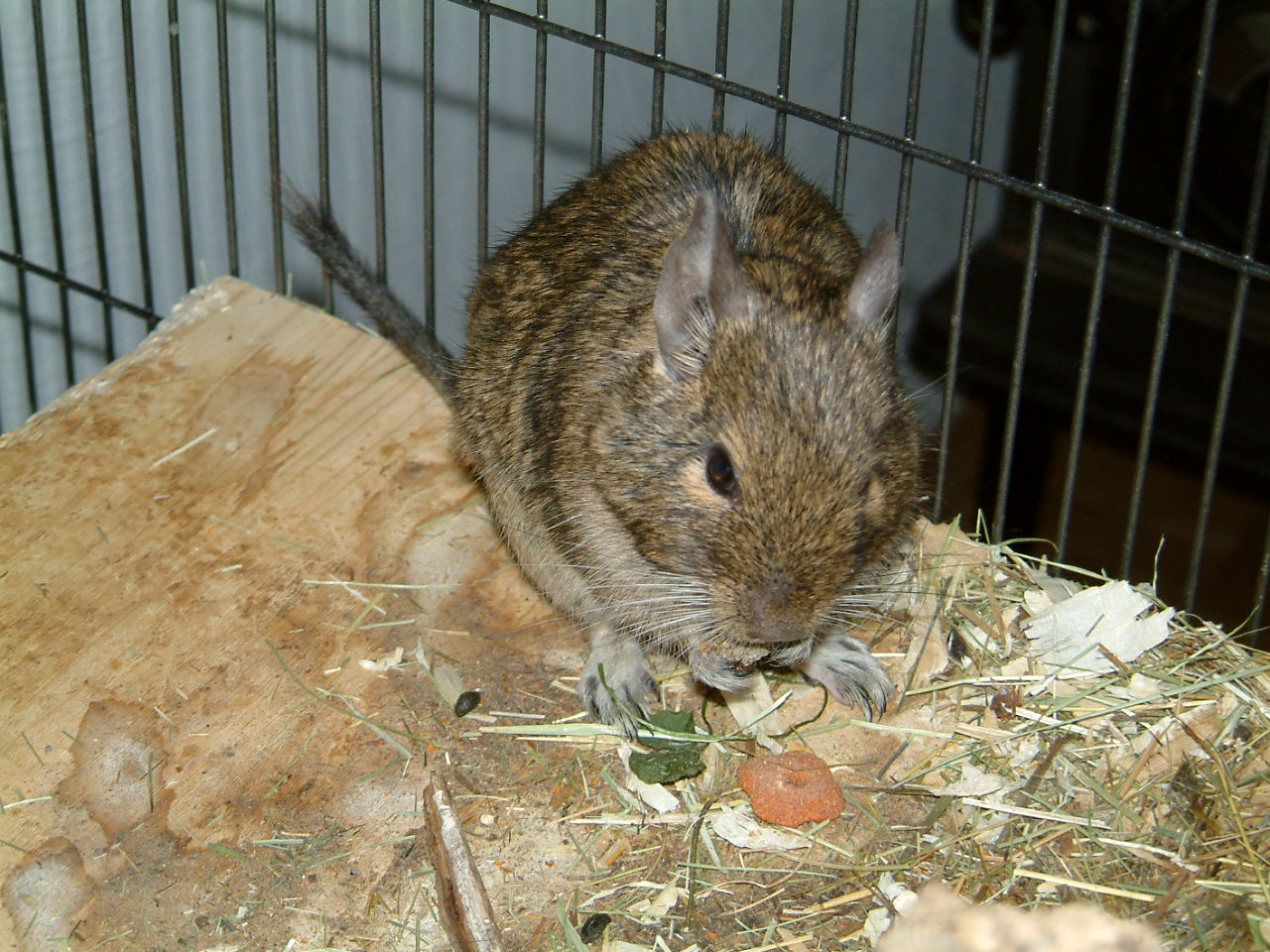